# Museu d'Art He Xiangning

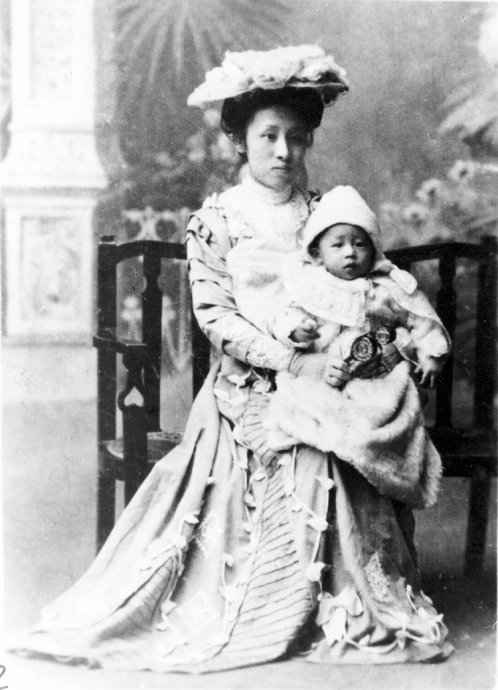
He Xiangning el 1909, sostenint el seu fill Liao Chengzhi

Museu d'Art He Xiangning (xines:何香凝美术馆) és un museu d'art a Nanshan, Shenzhen, Xina.
La construcció del museu va començar l'any 1995 i es va inaugurar l'any 1997. El museu porta el nom de He Xiangning, antic personatge principal del Comitè Revolucionari del KMT, dona del líder assassinat de l'esquerra del KMT, Liao Zhongkai, mare del difunt cap de la Comissió Xina a l'estranger Liao Txengzhi, i artista aficionat. És el primer museu d'art nacional de la Xina que porta el nom d'una persona. Les seves col·leccions inclouen algunes obres d'art de la mateixa He Xiangning i acull exposicions regulars i mostres d'art contemporani.

## Situació
El museu es troba a la zona de la ciutat xinesa d'ultramar (OCT). Abans de l'establiment de la ZEE de Shenzhen, l'àrea de la ciutat xinesa d'ultramar era una estructura estatal administrada per la Comissió xinesa d'ultramar. La relació entre He Xiangning i l'aleshores cap de la Comissió xinesa d'ultramar, el seu fill Liao Chengzhi, és un dels motius pel qual s'ha donat el seu nom a la Galeria. La galeria es troba a prop de diversos llocs turístics:
- Window of the World
- Splendid China Folk Village
- Yitian Holiday Plaza